# Taldomskij rajon
Il Taldomskij rajon (in russo Талдомский район?) era un rajon dell'Oblast' di Mosca, nella Russia europea; il capoluogo era Taldom. Istituito nel 1929, ricopriva una superficie di 1.510 chilometri quadrati e nel 2010 ospitava una popolazione di circa 44.000 abitanti.